# Warp and woof
Warp and Woof is het 28e studioalbum van de Amerikaanse indierockband Guided by Voices. Het album werd uitgebracht op 26 april 2019.

## Tracklist
Alle muziek en teksten zijn geschreven door Robert Pollard, tenzij anders aangegeven. 
| Nr. | Titel                                  | Duur |
| --- | -------------------------------------- | ---- |
| 1.  | Bury the Mouse                         | 1:30 |
| 2.  | Angelic Weirdness                      | 1:33 |
| 3.  | Foreign Deputies                       | 1:00 |
| 4.  | Dead Liquor Store                      | 1:31 |
| 5.  | Mumbling Amens                         | 1:55 |
| 6.  | Cohesive Scoops                        | 1:31 |
| 7.  | Photo Range Within                     | 1:15 |
| 8.  | My Dog Surprise                        | 1:41 |
| 9.  | Tiny Apes                              | 1:07 |
| 10. | Blue Jay House                         | 2:04 |
| 11. | Down the Island                        | 1:48 |
| 12. | Thimble Society                        | 1:44 |
| 13. | My Angel                               | 1:25 |
| 14. | More Reduction Linda                   | 1:36 |
| 15. | Cool Jewels and Aprons                 | 1:24 |
| 16. | Even Next                              | 1:39 |
| 17. | It Will Never Be Simple (Doug Gillard) | 2:31 |
| 18. | The Stars Behind Us                    | 1:22 |
| 19. | Skull Arrow                            | 1:03 |
| 20. | Out of the Blue Race                   | 1:21 |
| 21. | Coming Back from Now On                | 1:53 |
| 22. | The Pipers, the Vipers, the Snakes!    | 1:47 |
| 23. | Time Remains in Central Position       | 1:49 |
| 24. | End It with Light                      | 1:10 |

## Personeel

### Bezetting
- Robert Pollard, zang
- Doug Gillard, gitaar
- Bobby Bare jr., gitaar
- Mark Shue, basgitaar
- Kevin March, drums

### Productie
- Travis Harrison, geluidstechnicus
- Ray Ketchem, geluidstechnicus